# Zsigray Julianna
Zsigray Julianna (született: Serák Julianna Róza, álnevei: Aradi Eszter; Ebeczky György) (Törökszentmiklós, 1903. február 15. – Kiskunhalas, 1987. február 21.) író, költő.

## Élete és munkássága
1903. február 15-én reggel fél öt órakor született Törökszentmiklóson Serák Károly uradalmi tiszttartó és Zsigrai Mária (1866–1943) római katolikus szülők gyermekeként. Iskoláit Budapesten végezte. Első írásai a Nyugatban jelentek meg. 1929-ben az Új Idők novellapályázatának győztese volt, 1930-tól 1944. március 19-éig a Singer és Wolfner Könyvkiadó lektoraként dolgozott. 1939 és 1940 között Az Én Újságom szerkesztője volt. Németellenes magatartása miatt 1944-ben üldözték. 
Az 1960-as években költözött Kiskunhalasra. Több könyvét megfilmesítették. Forgatókönyveket is írt: Fiú vagy lány? (1944), Tilos a szerelem (1943), Halálos csók (1942), Tóparti látomás (1940). Történelmi, életrajzi regényei szórakoztatóan kínálnak ismereteket, és irodalmi értéket is képviselnek.

## Művei
- Szüts Mara házassága (regény, 1931)
- Férficél (regény, 1932)
- Aranyharang. Karácsony; Singer és Wolfner, Bp., 1933
- Zsuzsa és a komondor (regény, 1933)
- Kristálymuzsika (elbeszélések, 1934)
- Utolsó farsang (regény, 1934)
- Magyar nyár, magyar tél. Két regény; Singer és Wolfner, Bp., 1935
- Marci (regény, 1936)
- Csillagos ég (regény, 1937)
- 1 férfi – 2 nő (regény, 1937)
- A római százados (regény, 1938)
- Erzsébet magyar királyné (regény, 1938)
- 7 jegenye (regény, 1939)
- Holtomiglan, holtodiglan (regény, 1940)
- Féltékenység (regény, 1941)
- Pacsirta énekel (regény, 1941) (Ebeczky György álnéven)
- Ég az Alföld (regény, 1942)
- Lázadó szív (regény, 1943)
- Két világ (regény, 1944)
- Visszhang (regény, 1945)
- Májusi eső (regény, 1947)
- Hűség (regény, 1948)
- A Sugár úti palota. Erkel Ferenc életregénye (1957)
- Tragikus keringő. Lehár Ferenc életregénye (1959) Online elérés
- Tékozló élet. Reményi Ede életregénye (1963)
- Csendességi fogadalom (regény, 1971) Online elérés
- Merénylet Napóleon ellen (1978) Online elérés
- Távoli fény (ifjúsági regény, 1982) Online elérés
- Tőr és paróka (regény, 1986)
- Opálfény. Kisregény; Kultursped, Bp., 1989
- Diana; Móra, Bp., 1990
- Attila kincse; sajtó alá rend. Majtényi Zoltán; Móra, Bp., 1992